# Synagoga v Podmoklech (Děčín)
Synagoga v Děčíně je secesní synagoga nacházející se v děčínské čtvrti Podmokly, na úpatí Pastýřské stěny.

## Historie a současnost
Konkrétní plány na výstavbu synagogy se rodily na konci 19. století, kdy spolek pro zřízení synagogy zahájil sbírku, do které přispěli i mnozí děčínští podnikatelé a mecenáši. Synagoga byla vystavěna roku 1907 v orientálně secesním slohu na pozemku v dnešní Žižkově ulici na svahu Pastýřské stěny na místě bývalé sportovní haly a téhož roku byla vysvěcena rabínem Maxem Freundem.
Zpustošení synagogy roku 1939 na poslední chvíli zabránil starosta dr. Kreissler, v roce 1941 synagogu obsadili nacisté a na její podlahu nakreslili mapu Anglie. Synagogy se štěstí drželo i v dalších válečných letech: dochovala se jako jediná stavba tohoto typu na severu země. V poválečných dobách nebyla využívána, od roku 1966 v ní pak sídlil archiv a budova chátrala.

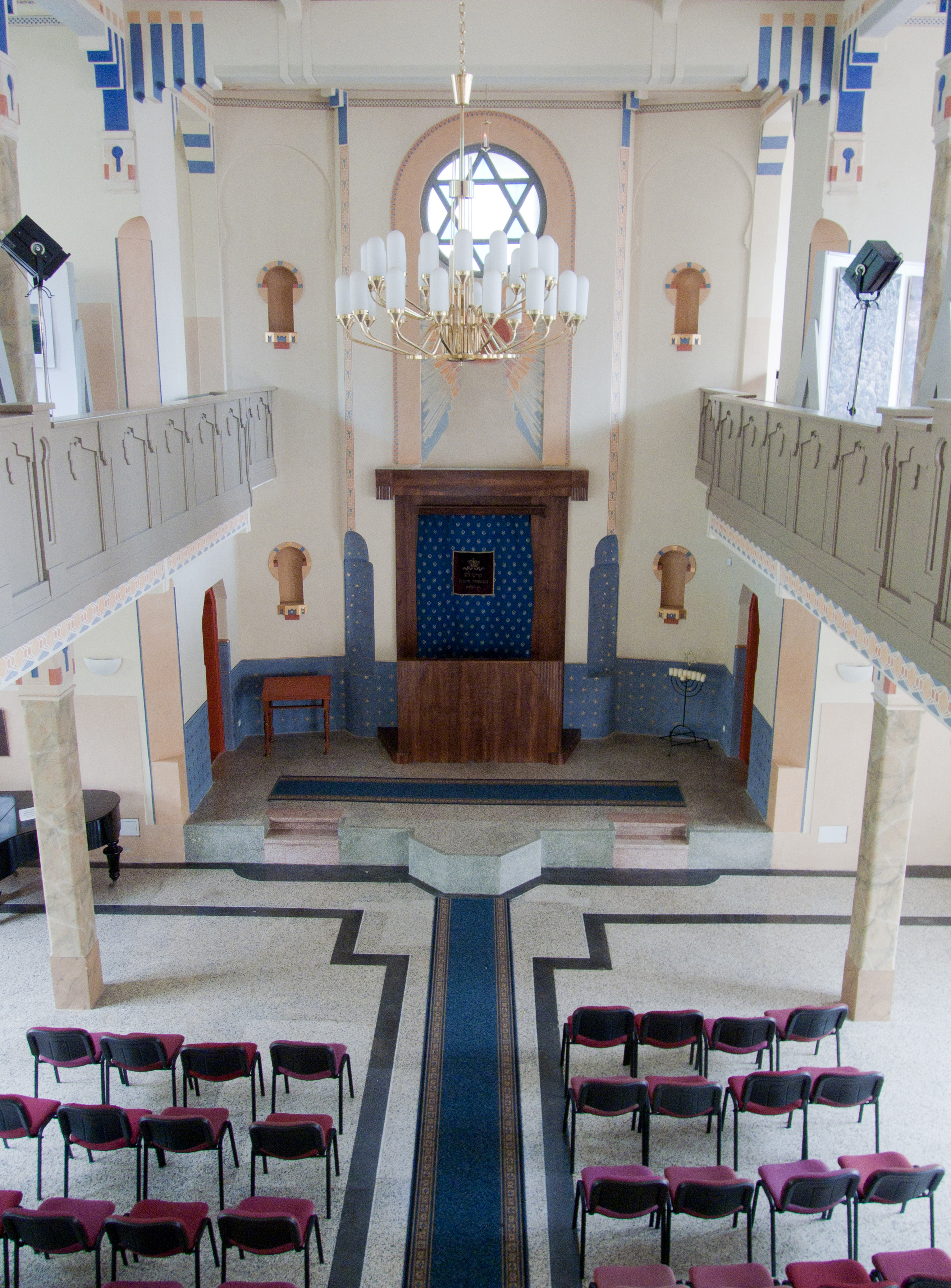
Pohled z galerie

Místní židovská obec byla obnovena až v roce 1993, kdy byl jejím předsedou zvolen Vilém Markovič. Synagogu získala židovská obec zpět v roce 1996. O rok později Markoviče na předsednickém postu vystřídal Vladimír Poskočil, který byl také hlavním iniciátorem rekonstrukce synagogy probíhající už od roku jeho zvolení. Začala urgentní obnovou střechy synagogy, renovace výzdoby interiéru kopírovala její vzhled na několika historických fotografiích, jež se dochovaly do současnosti.

### Program záchrany architektonického dědictví
V rámci Programu záchrany architektonického dědictví bylo v letech 1995-2014 na opravu památky čerpáno 1 600 000 Kč.
| rok    | 1999 | 2000  |
| ------ | ---- | ----- |
| částka | 600  | 1 000 |

## Interiér
Velký shromažďovací sál v prvním patře se pyšní umělecky zpracovanou schránou na tóru (aron ha-kodeš) nalézající se tradičně u východní stěny synagogy, do které roku 2005 byla umístěna tóra darovaná ostravskou židovskou obcí – původní děčínská tóra totiž zmizela na začátku 2. světové války. V původním interiéru stálo ve dvou řadách jedenáct lavic, ve kterých byl prostor pro sezení 110 mužů; ženy měly svá místa nahoře v galerii, kam vedlo točité schodiště a kde se dnes konají umělecké výstavy. V současném interiéru slouží k sezení nové židle.
Významnou součástí interiéru je také lustr z olovnatého křišťálu vyrobený v Kamenickém Šenově.
Ve druhém patře se nacházel byt šámese (správce synagogy), pod budovou je vystavěno také sklepení sloužící dnes setkáním členů děčínské židovské obce a jejich hostů.